# Eve Kiviová
Eve Kiviová (* 8. května 1938 Paide) je estonská herečka. 
Narodila se jako Eeve Steinová, pak její rodina přijala estonské jméno Kivi, což také znamená „kámen“. Její otec Johannes Kivi byl příslušníkem sovětské tajné policie.
První film natočila v roce 1955. V roce 1959 absolvovala hereckou školu Estonského činoherního divadla. Pracovala pro studia Tallinnfilm a Mosfilm a stala se nejobsazovanější estonskou herečkou všech dob. Hrála ve filmech Sampo, Leningradské nebe, Let číslo 713, Poslední relikvie, Osud rezidenta, Don Juan v Tallinu a Ruslan a Ludmila. Na vrcholu slávy byla označována za estonskou Brigitte Bardotovou. V roce 1983 byla jmenována zasloužilou umělkyní Estonské SSR.
Jejím manželem byl v letech 1964 až 1972 olympijský vítěz v rychlobruslení Ants Antson, s nímž měla syna Freda. Byla známa milostnými aférami s řadou slavných mužů, jako byl herec Georges Rivière, výtvarník Tahir Salahov a zpěvák Dean Reed.